# Acidi e basi
Acidi e basi è il primo album in studio del gruppo musicale italiano Bluvertigo, pubblicato dalla Sony Music il 6 marzo 1995.

## Descrizione
La copertina è stata realizzata da Robert Gligorov ed è ispirata a quella del primo lavoro dei King Crimson, In the Court of the Crimson King.
Tutti i brani sono composti da Morgan a eccezione di Complicità - Here is The House, la cui musica è di Martin Gore, Here is The House è infatti l'ottava traccia dell'album Black Celebration dei Depeche Mode. Il Dio Denaro dura in realtà 5:45; dopo tre minuti e mezzo di silenzio (5:45 - 9:15) come ghost track si sente una specie di vibrazione di sottofondo per cinque minuti: alzando il volume è possibile riconoscere che si tratta del brano L.S.D. La Sua Dimensione, equalizzato in modo che vengano udite solo le frequenze basse e quelle alte, sopra i 10.000hz.
L'album, arrangiato da Morgan e dai Bluvertigo, è stato prodotto dagli stessi Bluvertigo con Mauro Paoluzzi, è stato mixato da Maurizio Camagna ed è stato pubblicato il 7 marzo 1995 in formato CD e musicassetta dall'etichetta discografica Sony Music. Nel 2020 l'album è stato ristampato dalla Sony in tiratura limitata in formato LP, in due differenti edizioni entrambe su vinile colorato, una di colore giallo, l'altra di colore arancione. La riedizione ha raggiunto l'undicesima posizione della classifica dei vinili più venduti del 2020.

## Tracce
Testi e musiche di Marco Castoldi.
1. L'eretico – 4:20
2. Iodio – 5:30
3. I Still Love You – 5:50
4. L.S.D. La sua dimensione – 7:50
5. Vivosunamela – 4:15
6. Decadenza – 5:00
7. Complicità (Here Is the House) – 5:00 (musica: Martin Gore)
8. Salvaluomo – 4:05
9. Storiamedievale – 4:25
10. Il dio denaro – 14:20

Durata totale: 60:35

## Formazione

### Gruppo
- Morgan - voce, basso, chitarra acustica, pianoforte, sintetizzatore
- Andrea Fumagalli - tastiera, cori, voce, sax
- Marco Pancaldi - chitarra, feedback
- Sergio Carnevale - batteria, percussioni

### Turnisti
- Mirko "DJ Loco" Rossi - human beatbox in Iodio
- Stefano Floriello - drum loop in Iodio
- Marcello Schena - drum loop in L.S.D - La sua dimensione